# Cavariella heraclei
Cavariella heraclei är en insektsart. Cavariella heraclei ingår i släktet Cavariella och familjen långrörsbladlöss. Inga underarter finns listade i Catalogue of Life.